# نورس رمادي
نورس رمادي (الاسم العلمي: Larus modestus) (بالإنجليزية: Grey Gull)‏ هو نوع من الطيور يتبع جنس النورس من الفصيلة النورسية.